# Estables (Lozère)
Estables is een plaats en voormalige gemeente in het Franse departement Lozère in de regio Occitanie en telt 147 inwoners (2005). De plaats maakt deel uit van het arrondissement Mende.

## Geschiedenis
Estables is op 1 januari 2019 gefuseerd met de gemeenten Rieutort-de-Randon, Saint-Amans, Servières en La Villedieu tot de gemeente Monts-de-Randon. 

## Geografie
De oppervlakte van Estables bedraagt 32,7 km², de bevolkingsdichtheid is 4,5 inwoners per km².
De onderstaande kaart toont de ligging van Estables (Lozère) met de belangrijkste infrastructuur en aangrenzende gemeenten.

## Demografie
Onderstaande figuur toont het verloop van het inwonertal.